# Kahiyangan
Kahiyangan is een bestuurslaag in het regentschap Kuningan van de provincie West-Java, Indonesië. Kahiyangan telt 1625 inwoners (volkstelling 2010).